# My Oh My (Ava Max)
My Oh My è un singolo della cantante statunitense Ava Max, pubblicato il 4 aprile 2024.

## Descrizione
Il brano è riconducibile, come genere, al dance pop dei primi singoli della cantante, e il suo ritornello trae ispirazione dalla melodia araba.

## Video musicale
Il video musicale, diretto da Hunter Moreno, è stato reso disponibile in concomitanza con l'uscita del brano attraverso il canale YouTube dell'artista.

## Tracce
Testi e musiche di Amanda Ava Koci, Charles Roberts Nelsen, J Bach e Sam Martin.
1. My Oh My – 2:36

## Formazione
- Ava Max – voce
- Inverness – produzione
- Bryce Bordone – ingegneria del suono
- John Hanes – missaggio immersivo
- Chris Gehringer – mastering
- Șerban Ghenea – missaggio

## Classifiche

### Classifiche settimanali
| Classifica (2024) | Posizione massima |
| ----------------- | ----------------- |
| Belgio (Fiandre)  | 40                |
| Bielorussia       | 38                |
| Estonia           | 93                |
| Kazakistan        | 33                |
| Moldavia          | 176               |
| Norvegia          | 38                |
| Russia            | 12                |
| Svezia            | 73                |

### Classifiche di fine anno
| Classifica (2024) | Posizione |
| ----------------- | --------- |
| Bielorussia       | 90        |
| Russia            | 75        |